# Sunbury (Australie)
Pour les articles homonymes, voir Sunbury.
Sunbury est une ville située dans la banlieue nord-ouest de Melbourne, la capitale de l'État de Victoria en Australie. En 2016, elle comptait 36 084 habitants.
Elle doit son nom à la ville anglaise de Sunbury-on-Thames d'où étaient originaires les premiers colons de la ville.

## Histoire
De 1972 à 1975, le Sunbury Pop Festival est organisé chaque année au mois de janvier dans un champ au sud de la ville.